# Neal E. Miller
Pour les articles homonymes, voir Miller.
Neal E. Miller (Milwaukee, 3 août 1909 - Hamden, 23 mars 2002) est un psychologue et professeur de psychologie expérimentale américain.